# Диана: Мюзикл
«Диа́на: Мюзикл» (англ. Diana) — кинофильм в жанре мюзикл режиссёра Критофера Эшли. Сюжет фильма рассказывает о жизни принцессы Дианы. Фильм был снят на Бродвейской сцене в разгар пандемии коронавируса и в 2021 году был опубликован на Netflix. Имеет негативные отзывы критиков и зрителей. На церемонии вручения анти-премии «Золотая малина» в 2022 году фильм одержал победу в пяти категориях из девяти номинаций: «Худший фильм», «Худший режиссёр», «Худшая актриса» (Жанна де Ваал), «Худшая актриса второго плана» (Джуди Кэй) и «Худший сценарий» (Дэвид Брайан и Джо Ди Пьетро).

## В ролях
| Актёр         | Роль                             |
| ------------- | -------------------------------- |
| Жанна де Ваал | Принцесса Диана                  |
| Роу Хартэмпф  | Принц Чарльз                     |
| Джуди Кэй     | Елизавета II / Барбара Картленд  |
| Эрин Дэйви    | Камилла, герцогиня Корнуолльская |

## Награды и номинации
| Год  | Награда          | Категория                    | Номинант                                | Результат |
| ---- | ---------------- | ---------------------------- | --------------------------------------- | --------- |
| 2022 | «Золотая малина» | Худший фильм                 | «Диана: Мьюзикл»                        | Победа    |
| 2022 | «Золотая малина» | Худший режиссёр              | Кристофер Эшли                          | Победа    |
| 2022 | «Золотая малина» | Худший актёр                 | Роу Хартэмпф                            | Номинация |
| 2022 | «Золотая малина» | Худшая актриса               | Жанна де Ваал                           | Победа    |
| 2022 | «Золотая малина» | Худший актёр второго плана   | Гарет Кигэн                             | Номинация |
| 2022 | «Золотая малина» | Худшая актриса второго плана | Джуди Кэй                               | Победа    |
| 2022 | «Золотая малина» | Худшая актриса второго плана | Эрин Дэйви                              | Номинация |
| 2022 | «Золотая малина» | Худший сценарий              | Джо Ди Пьетро Дэвид Брайан              | Победа    |
| 2022 | «Золотая малина» | Худшая экранная комбинация   | Любые актёры в любом музыкальном номере | Номинация |